# Antonio da Noli (cacciatorpediniere)
L'Antonio da Noli è stato un esploratore e successivamente un cacciatorpediniere della Regia Marina.

## Storia

### Nome e motto
Il Da Noli ha preso nome dal navigatore genovese Antonio de Noli (o "da Noli") che nel XV secolo fu tra i primi ad esplorare le Isole di Capo Verde per conto del re del Portogallo, divenendone infine governatore nel 1472.
Il motto della nave, Prendimi teco a l'ultima fortuna, è un verso tratto dalla tragedia La nave di Gabriele D'Annunzio.

### Gli anni Trenta

Il Da Noli nella foto ufficiale, subito dopo l’entrata in servizio. Si noti la struttura originaria

Il Da Noli iniziò la sua lunga e difficile carriera operativa dopo i primi lavori di modifica del 1930 per il miglioramento della stabilità (alleggerimento e abbassamento delle sovrastrutture), nonché la sostituzione di timone (1932) e tubi lanciasiluri.
Dal dicembre 1930 all'inizio del 1931 partecipò in funzione di appoggio agli idrovolanti di Italo Balbo alla celebre trasvolata Italia-Brasile.
Successivamente partecipò alle attività di squadra, comprese le operazioni di appoggio navale durante la guerra civile spagnola (1936-1938).
Tra la fine del 1939 e l'inizio del 1940 subì nuovi lavori di modifica che videro la ricostruzione della prua, l'allargamento dello scafo e l'incremento dell'armamento.

### La seconda guerra mondiale
All'ingresso dell'Italia nel secondo conflitto mondiale faceva parte della XIV Squadriglia Cacciatorpediniere, insieme ai gemelli Vivaldi, Pancaldo e Malocello. All'inizio della guerra venne quasi subito destinato alla difficile attività di scorta ai convogli per l'Africa Settentrionale, posa mine, pattugliamento e soccorso.
Partecipò alla battaglia di Punta Stilo del 9 luglio 1940, facendo parte del gruppo di protezione e sostegno composto da V Divisione corazzate, IV e VIII Divisione incrociatori con altre quattro Squadriglie di cacciatorpediniere. In realtà la XIV Squadriglia (Vivaldi, Da Noli e Pancaldo) era stata inizialmente lasciata in porto di riserva a Taranto ma, mentre l'operazione in corso si trasformava da scorta convogli a scontro con la Mediterranean Fleet, tre cacciatorpediniere andarono in avaria e l'ammiraglio Inigo Campioni, comandante la flotta italiana, decise di far muovere anche Vivaldi, Da Noli e Pancaldo a rinforzo del gruppo, in sostituzione delle tre unità guaste; la partenza della XIV Squadriglia da Taranto avvenne alle 6:18 del 9 luglio. Ad ogni modo il Da Noli andò a sua volta in avaria, dovendo rientrare in porto prima di poter prendere parte alla battaglia.
Il 1º agosto lasciò Augusta insieme ai gemelli Vivaldi, Pessagno, Usodimare e da Recco per una missione di caccia antisommergibile, che si concluse con l'affondamento del sommergibile britannico Oswald da parte del Vivaldi.
Tra il 31 agosto ed il 2 settembre scortò (insieme ai cacciatorpediniere Aviere, Gioberti, Camicia Nera, Usodimare e Pessagno) un convoglio composto dai trasporti truppe Victoria, Neptunia ed Oceania in rientro da Tripoli a Taranto; le navi giunsero indenni a destinazione, nonostante un attacco da parte del sommergibile britannico Upholder.
Nella notte tra il 7 e l'8 ottobre il Da Noli, insieme ai gemelli Vivaldi e Tarigo, posò un campo minato al largo di Capo Bon: su queste mine affondò successivamente il cacciatorpediniere britannico Hyperion.
Intorno alle otto del mattino del 12 ottobre salpò da Messina insieme alle due unità sezionarie ed agli incrociatori della III Divisione (Trento, Trieste, Bolzano) per soccorrere le unità coinvolte nello scontro di Capo Passero; quando si vide che le navi superstiti non necessitavano di soccorsi, le unità partite da Messina si misero alla ricerca delle unità inglesi, cercandole fino ad oltre mezzogiorno senza però individuarle.
Il 7 novembre fu inviato insieme a Vivaldi e Malocello ad attaccare unità nemiche, ma non riuscì a trovarle.
Nella notte tra il 7 e l'8 gennaio 1941, insieme ai gemelli Vivaldi, Malocello e Tarigo ed alle torpediniere Vega e Sagittario, effettuò la posa dei campi minati «X 2» ed «X 3» (180 mine ciascuno) al largo di Capo Bon.
Il 22 gennaio rilevò, insieme a Vivaldi, Malocello e Tarigo, i cacciatorpediniere Freccia e Saetta nella scorta, sulla rotta Napoli-Trapani, ai trasporti truppe Marco Polo, Conte Rosso, Esperia e Victoria: il convoglio giunse indenne a Tripoli il 24, nonostante un attacco portato dal sommergibile HMS Unique contro l’Esperia, che non fu nemmeno notato.
Alle 19 del 23 febbraio 1941 salpò da Napoli e scortò a Tripoli, insieme ai cacciatorpediniere Aviere e Geniere ed alla torpediniera Castore, i mercantili Ankara, Marburg, Reichenfels e Kybfels.
Il 5 marzo salpò da Napoli scortando, insieme ai cacciatorpediniere Lampo, Malocello, Vivaldi e Folgore, i trasporti tedeschi Ankara, Reichenfels, Marburg e Kybfels; dopo una tappa a Palermo l'8, l'indomani il convoglio proseguì per la Libia.
Dal 2 al 4 aprile scortò – insieme a Vivaldi e Malocello – da Tripoli a Napoli, nella navigazione di ritorno, il trasporto truppe Galilea (silurato e gravemente danneggiato alcuni giorni prima dal sommergibile Upright) e i mercantili Ankara, Reichenfels, Marburg e Kybfels.
Il 12 aprile scortò, unitamente ai cacciatorpediniere Vivaldi, Dardo e Malocello (scorta poi rinforzata con l'invio, da Tripoli, delle torpediniere Circe e Montanari) un convoglio composto dai piroscafi Galilea, Marburg, Ankara, Reichenfels e Kybfels (da Malta furono fatti uscire i cacciatorpediniere Jervis, Janus, Nubian e Mohawk per intercettare il convoglio, ma non vi riuscirono).
Sempre in aprile prese parte alle operazioni di salvataggio dei sopravvissuti del convoglio «Tarigo», distrutto da una formazione di cacciatorpediniere britannici il 16 aprile.
Dal 4 al 5 maggio scortò da Napoli a Tripoli, insieme ai gemelli Vivaldi e Malocello ed alla torpediniera Pegaso, un convoglio composto dai trasporti truppe Victoria e Calitea e dalle motonavi merci Andrea Gritti, Barbarigo, Sebastiano Venier, Marco Foscarini ed Ankara.
Il 26 maggio salpò da Napoli per scortare a Tripoli, insieme al gemello Vivaldi ed alle torpediniere Cigno, Procione e Pegaso, le motonavi Andrea Gritti, Marco Foscarini, Sebastiano Venier, Rialto, Ankara e Barbarigo; nonostante gli attacchi aerei, che danneggiarono la Foscarini e la Venier, il convoglio giunse a destinazione il 28.
Il 25 giugno salpò da Napoli di scorta (insieme ai cacciatorpediniere Aviere, Geniere e Gioberti) ai trasporti truppe Esperia, Marco Polo, Neptunia ed Oceania (scorta indiretta era fornita dagli incrociatori Trieste e Gorizia e dai cacciatorpediniere Ascari, Corazziere e Carabiniere); dopo una sosta a Taranto il 27, le navi giunsero a Tripoli il 29 nonostante alcuni attacchi aerei (che procurarono lievi danni all’Esperia).
Nelle prime ore della sera del 16 settembre partì da Taranto per scortare il convoglio «Vulcania», diretto a Tripoli: formavano il convoglio i trasporti truppe Neptunia ed Oceania, scortati, oltre che dal Da Noli, dai cacciatorpediniere Nicoloso Da Recco, Vincenzo Gioberti, Emanuele Pessagno ed Antoniotto Usodimare. Il 17 settembre Da Noli e Gioberti effettuarono un lancio “dissuasivo” di bombe di profondità. Il convoglio incappò però in uno sbarramento formato al largo delle coste libiche dai sommergibili britannici Upholder, Unbeaten, Upright ed Ursula: alle 4:15 del 18 settembre, i siluri lanciati dall’Upholder centrarono il Neptunia e l’Oceania, che s'immobilizzarono ed iniziarono ad imbarcare acqua. Mentre il Vulcania, indenne, proseguiva con la scorta dell’Usodimare (entrambe le navi giunsero indenni a Tripoli nonostante un attacco dell’Ursula), gli altri cacciatorpediniere diedero infruttuosamente la caccia al sommergibile attaccante, fornirono assistenza all’Oceania e recuperarono i naufraghi della Neptunia, ormai in via di affondamento (la nave s'inabissò, di poppa, alle 6:50). Alle 8:50 l’Oceania, che era in corso di evacuazione mentre se ne preparava il rimorchio da parte del Pessagno, fu nuovamente silurata dall’Upholder ed affondò rapidamente; ai cacciatorpediniere non rimase che recuperare i naufraghi. Dei 5818 uomini imbarcati sulle due navi fu possibile trarne in salvo 5434; il Da Noli contribuì all'operazione di soccorso recuperando 682 superstiti.
Il 2 ottobre salpò da Napoli per scortare – insieme ai cacciatorpediniere Euro, Vincenzo Gioberti ed Antoniotto Usodimare, cui poi si aggiunsero le torpediniere Partenope e Calliope – un convoglio formato dai trasporti Vettor Pisani, Fabio Filzi, Rialto e Sebastiano Venier; quando – il 5 ottobre – la Rialto, colpita da aerosiluranti britannici dell'830th Squadron, colò a picco in posizione 33°30' N e 15°53' E.
Verso il 20 ottobre svolse insieme ai gemelli Zeno e Pessagno una missione di trasporto truppe a Bengasi; nelle prime ore del 21 ottobre, durante la navigazione di ritorno ad Augusta, le tre navi vennero infruttuosamente attaccate da un sommergibile una quindicina di miglia a nord di Bengasi.
Il 21 novembre 1941 uscì in mare per scortare a Messina, insieme all'incrociatore leggero Garibaldi, ai cacciatorpediniere Vivaldi, Alpino, Granatiere, Fuciliere, Corazziere e Carabiniere ed alla torpediniera Perseo, l'incrociatore leggero Duca degli Abruzzi, gravemente danneggiato da aerosiluranti durante una missione di scorta indiretta a due convogli per la Libia.
Alle tre del pomeriggio del 13 dicembre salpò da Taranto insieme ai gemelli Vivaldi, Malocello, Da Recco e Zeno e si aggregò al gruppo scorta indiretta – corazzate Littorio e Vittorio Veneto, cacciatorpediniere Granatiere, Bersagliere, Fuciliere ed Alpino, torpediniere Clio e Centauro – nell'ambito dell'operazione «M 41», che fu però funestata dagli attacchi dei sommergibili, che danneggiarono la Vittorio Veneto ed affondarono due mercantili, il Filzi ed il Del Greco: il Da Noli scortò a Taranto, insieme ai cacciatorpediniere Vivaldi, Aviere, Geniere, Carabiniere e Camicia Nera ed alle torpediniere Lince ed Aretusa, la corazzata danneggiata.
Dal 16 al 18 dicembre, nell'ambito dell'operazione di traffico «M 42», scortò da Taranto a Tripoli, unitamente ai gemelli Vivaldi, Malocello, Da Recco, Zeno e Pessagno, il convoglio «L», composto dalle moderne motonavi Napoli, Monginevro e Vettor Pisani (inizialmente le navi viaggiarono insieme ad un altro convoglio, l'«N» – motonave Ankara, cacciatorpediniere Saetta, torpediniera Pegaso – separandosi poi al largo di Misurata). Alle 21:40 del 18 dicembre la Napoli fu colpita da bombardieri ed aerosiluranti al largo di Tagiura riportando seri danni, ma il Da Noli la prese a rimorchio trainandola a Tripoli (ove arrivò l'indomani).
Alle 18:50 del 3 gennaio 1942 salpò da Taranto unitamente ai cacciatorpediniere Carabiniere, Geniere, Ascari, Pigafetta, Aviere, Alpino e Camicia Nera, agli incrociatori pesanti Trento e Gorizia ed alle corazzate Littorio, Cesare e Doria per fornire scorta indiretta all'operazione «M 43» (tre convogli per la Libia con in mare complessivamente 6 mercantili, 6 cacciatorpediniere e 5 torpediniere): tutti i mercantili giunsero a destinazione il 5 gennaio ed alle 17 di quel giorno il gruppo «Littorio», Da Noli compreso, rientrò a Taranto.
Il 22 gennaio fece parte – insieme ai cacciatorpediniere Vivaldi, Camicia Nera, Malocello, Geniere ed Aviere ed alle torpediniere Orsa e Castore – della scorta diretta aell'operazione «T. 18» (un convoglio formato dal trasporto truppe Victoria – partito da Taranto – e dai cargo Ravello, Monviso, Monginevro e Vettor Pisani – salpati da Messina –, con a bordo in tutto 15.000 tonnellate di materiali, 97 carri armati, 271 automezzi e 1467 uomini); il 23, durante la navigazione, la Victoria fu immobilizzata e poi affondata da due attacchi di aerosiluranti, mentre il resto del convoglio giunse a destinazione.
Il 21-22 febbraio fu, insieme agli incrociatori Trento, Gorizia e Bande Nere, tra le unità che fornirono scorta indiretta all'operazione di traffico per la Libia «K 7» (motonavi Monginevro, Unione, Ravello, Lerici, Monviso, motocisterna Giulio Giordani, 10 cacciatorpediniere, due torpediniere, carico di 29.517 di rifornimenti vari, 113 carri armati, 575 veicoli, 405 uomini), che si concluse senza perdite.

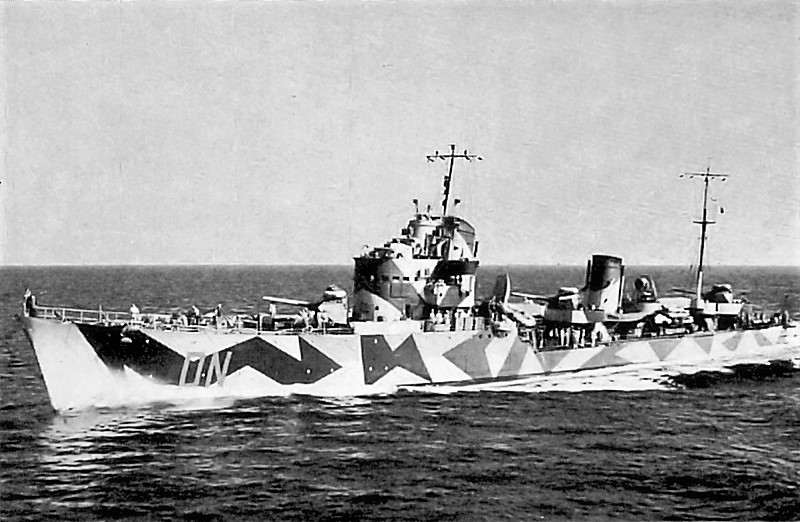
Il Da Noli in navigazione nel settembre 1942

L'11 aprile, in navigazione nella nebbia, fu speronato dal piroscafo Honestas: il Da Noli ebbe gravi danni, dovendo trascorrere alcuni mesi in cantiere per le riparazioni. Durante tali lavori imbarcò inoltre 2 mitragliere da 37 mm e 7 da 20 mm al posto dei tubi lanciasiluri di poppa e delle mitragliere da 13,2 mm.
Il 2 dicembre fu inviato con altre unità (cacciatorpediniere Lampo e Pigafetta e torpediniera Partenope) a soccorrere le unità coinvolte nella battaglia del banco di Skerki, che aveva visto la distruzione di un convoglio italiano ad opera di un gruppo di incrociatori e cacciatorpediniere britannici: partecipò al recupero dei naufraghi delle navi affondate e prese a bordo una sessantina di ustionati del cacciatorpediniere Da Recco, gravemente danneggiato nello scontro, trasportandoli a Trapani.
Il 10 dicembre effettuò una missione di trasporto truppe da Trapani a Biserta.
Nel febbraio 1943 posò il campo minato «S 62» insieme ai gemelli Pigafetta e Zeno e scortato dai cacciatorpediniere Malocello, Mitragliere e Legionario.
Il 28 febbraio dello stesso anno, mentre rientrava in porto dopo aver posato la prima pezzata dello sbarramento di mine «S 10», la squadriglia venne attaccata da un sommergibile. Mentre manovrava per evitare i siluri, il Da Noli, colto da un'avaria al timone, speronò violentemente lo Zeno a centro nave. Entrambe le unità riportarono gravi danni (il Da Noli ebbe la prua semidistrutta), ma riuscirono a rientrare in porto con i propri mezzi.

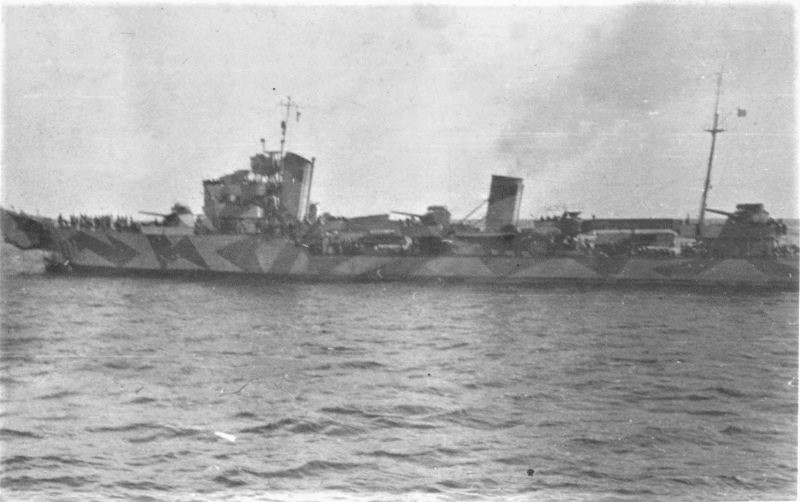
Il Da Noli danneggiato dopo la collisione con lo Zeno il 28 febbraio 1943

L'unità trascorse quindi altri mesi in riparazione.

### L'ultima missione del Da Noli

Il percorso della flotta italiana al comando di Bergamini

Nell'ambito delle vicende dell'armistizio il Da Noli (al comando del capitano di fregata Pio Valdambrini) ed il gemello Vivaldi salparono da La Spezia per portarsi a Civitavecchia, dove avrebbero dovuto imbarcare il re Vittorio Emanuele III in fuga da Roma. Dato che il re aveva deciso invece di dirigersi verso Pescara, Vivaldi e Da Noli ricevettero, nella mattinata del 9 settembre 1943, l'ordine di fare rotta per La Maddalena, ove avrebbero incontrato il grosso della squadra navale italiana, partita da La Spezia. 

Alle 14:33 dello stesso giorno fu ordinato loro di «Uscire dall'estuario della Maddalena verso ponente, affondando durante il passaggio tutti i mezzi tedeschi che stavano trafficando tra Sardegna e Corsica». Al largo di Razzoli, nelle bocche di Bonifacio, le due navi si scontrarono, tra le 16 e le 17:15 del 9 settembre, con alcune motovedette e motozattere tedesche, affondandone o danneggiandone alcune e costringendo le altre a ripiegare; ma furono poi prese di mira dal tiro delle batterie costiere tedesche della Corsica. Il Da Noli fu centrato da due proiettili riportando danni non molto gravi ma, mentre manovrava per allontanarsi, urtò una mina a centro nave: l'esplosione investì la plancia uccidendo il comandante Valdambrini (nato a Roma il 17 agosto 1903) e tutti coloro che vi si trovavano, e la nave, spezzata in due, affondò rapidamente alle 17:50 (per altre fonti 17:20), cinque miglia ad ovest dal faro di Pertusato. Così l'affondamento del Da Noli fu descritto dal capitano di vascello Camicia, comandante del Vivaldi: «Ha preso parte al tiro contro le unità e le batterie dal lato della Corsica, sembra anch'esso colpito; si allarga dalla costa, mi sopravanza, in velocità verso sud-ovest e fa molto fumo. Alle 17:50 una grande colonna di acqua biancastra, come di esplosione di mina, avvolge il "Da Noli" che spezzato in due al centro affonda. Si vede molta gente in mare e poco dopo anche una motolancia in moto vicino alle zattere di salvataggio». 

 Vivaldi, gravemente colpito dalle batterie costiere e poi da aerei, non poté fare nulla per soccorrere i naufraghi del Da Noli; la torpediniera Pegaso, inviata sul posto a tale scopo, fu a sua volta impossibilitata ad adempiere il proprio compito dagli attacchi aerei. Parte dei superstiti del Da Noli, con altri del Vivaldi, furono salvati nella serata del 12 settembre dal sommergibile britannico Sportsman e condotti in un campo di concentramento in Algeria, altri raggiunsero la Corsica lottando contro il violento vento spirante da est.
In tutto tra l'equipaggio del Da Noli si ebbero 218 (per altre fonti 228) fra morti e dispersi e solo 39 sopravvissuti.
Nel corso del conflitto l'unità aveva svolto 208 missioni di guerra per un totale di 70.466 miglia percorse e poco meno di 3300 ore di moto.

### Il ritrovamento del relitto
Il ritrovamento del relitto è avvenuto nel 1975 ad opera del corallaro Giovanni Spigno di Santa Teresa Gallura, il quale durante una battuta di pesca al corallo nelle Bocche di Bonifacio, al momento di tirar su l'attrezzatura, si accorse che questa era piena di proiettili e avvisò subito le autorità che dopo qualche settimana mandarono sul posto la nave militare Cavezzale che identificò il relitto, confermando che si trattava del cacciatorpediniere Antonio Da Noli.
La prima immersione di subacquei è avvenuta soltanto nel settembre 2009. 

Il relitto giace spezzato in due tronconi su un fondale sabbioso, a 5,85 miglia dalla costa corsa e ad una profondità compresa tra i 93 e i 108 metri.

Nel luglio 2016 un gruppo di subacquei ha deposto sul relitto del cacciatorpediniere una targa donata dal Comune di Noli, paese natale del navigatore eponimo della nave. Il gruppo di subacquei della Global Underwater Explore - GUE - era così composto: Mario Arena, Marco Colman, Luca Palezza, Graham Blackmore.

### Comandanti
Capitano di fregata Achille Zoli (nato a Pesaro il 19 agosto 1900) (10 giugno 1940 - 1 agosto 1940)
Capitano di vascello Giovanni Galati (nato a Napoli il 19 settembre 1897) (agosto - settembre 1940)
Capitano di fregata Achille Zoli (nato a Pesaro il 19 agosto 1900) (settembre 1940 - aprile 1941)
Capitano di fregata Corrado Tagliamonte (nato a Noto il 1 novembre 1900) (aprile - agosto 1941)
Capitano di fregata Luigi Cei Martini (nato a Vicopisano il 16 febbraio 1900) (settembre 1941 - 25 agosto 1942) (nave ammiraglia del contrammiraglio Amedeo Nomis di Pollone, comandante del Gruppo Cacciatorpediniere di Scorta)
Capitano di fregata Pio Valdambrini (nato a Roma il 17 agosto 1903) (†) (26 agosto 1942 - 9 settembre 1943)